# Општина Мионица
Општина Мионица је општина у Колубарском округу у средишту западне Србије. По подацима из 2004. општина заузима површину од 329 km2 (од чега на пољопривредну површину отпада 21787 ha, а на шумску 8.700 ha).
Центар општине је град Мионица. Према подацима са последњег пописа 2022. године у општини је живело 12.061 становника (према попису из 2011. било је 14.335 становника). По подацима из 2004. природни прираштај је износио -10‰, а број запослених у општини износи 1939 људи. У општини се налази 18 основних школа.
Општина Мионица се састоји од 36 насеља:
Берковац, Брежђе, Буковац, Велика Маришта, Вировац, Вртиглав, Голубац, Горњи Лајковац, Горњи Мушић, Гуњица, Доњи Мушић, Дучић, Ђурђевац, Клашнић, Кључ, Команице, Крчмар, Маљевић, Мионица, Мионица (село), Мратишић, Наномир, Осеченица, Паштрић, Планиница, Попадић, Радобић, Рајковић, Ракари, Робаје, Санковић, Струганик, Табановић, Тодорин До, Толић, Шушеока.